# 140-й отдельный разведывательный батальон (Украина)
140-й отдельный разведывательный батальон — подразделение военной разведки Вооруженных сил Украины в составе Морской пехоты, сформированное в 2019 году. Базируется в Херсонской области.

## История
22 апреля 2019 в Херсонский облсовет поступило обращение от тогдашнего начальника Генерального штаба – Главнокомандующего ВСУ генерала армии Виктора Муженко с просьбой выделить на условиях аренды с возможностью дальнейшей передачи в сферу управления Министерства обороны имущественного комплекса «Белые крылья», который ранее являлся туристической базой.
В декабре 2019 года депутаты Херсонского областного совета на сессионном заседании согласились на передачу в управление Министерства обороны комплекса зданий и сооружений базы отдыха «Белые крылья», расположенной в урочище Цукур, Скадовского района.
Размещение батальона именно там было обусловлено близостью к границе с Российской Федерации и необходимостью контролировать море, предотвращая, в том числе, возможный морской десант противника.

## Структура
- управление
- разведывательная рота
- разведывательно-десантная рота
- рота глубинной разведки
- рота радиоэлектронной разведки
- зенитно-ракетный взвод
- ремонтный взвод
- полевой узел связи

## Командование
- Семков В. М. — командир батальона